# Четене
Четенето е процес на декодиране на писмени знаци за възприемането на писмен текст като смисъл и значение. От гледна точка на когнитивната наука четенето е когнитивен процес на декодиране на символи с интенцията за извличане на значение/я (възприемане на написаното) и/или конструиране на смисъл. От невробиологична гледна точка четенето на писмена информация се възприема от ретината, обработва се в основния визуален кортекс и се интрепретира в областта на Вернике.
Други типове на четене, освен този на писмен текст, са четенето на музикални нотации и на пиктограми.